# توفیق بشر
توفیق بشر (ترکی استانبولی: Tevfik Başer؛ زادهٔ ۱۲ ژانویهٔ ۱۹۵۱) کارگردان فیلم، فیلم‌نامه‌نویس اهل ترکیه-آلمان است.